# Nick and Norah's Infinite Playlist
Nick and Norah's Infinite Playlist is een film uit 2008 onder regie van Peter Sollett. Hij is gebaseerd op een boek van Rachel Cohn en David Levithan.
De film gaat over Nick O'Leary, een tiener die lid is van een queercoreband. Op een concert ontmoet hij Norah Silverberg. Zij vraagt hem of hij zich wil voordoen als haar vriend, zodat zij zijn ex kan terugpakken. Hoewel het op een snelle gunst leek, zullen ze niet uit elkaars leven verdwijnen.

## Rolverdeling
- Michael Cera - Nick O'Leary
- Kat Dennings - Norah Silverberg
- Alexis Dziena - Tris
- Aaron Yoo - Thom
- Rafi Gavron - Dev
- Eddie Kaye Thomas - Jesus
- Jay Baruchel - Tal